# Тахіонне поле
У фізиці тахіонне поле або просто тахіон — це квантове поле з масою, яка виражається уявним числом. Хоча тахіонні частинки (частинки, які рухаються швидше за світло) є суто гіпотетичною концепцією, яка порушує низку основних фізичних принципів, вважається, що існує принаймні одне поле з уявною масою, поле Хіггса. За жодних обставин будь-які збудження тахіонних полів ніколи не поширюються швидше за світло — наявність або відсутність тахіонної (уявної) маси не впливає на максимальну швидкість сигналів, і тому, на відміну від частинок, швидших за світло, причинність не порушується. Тахіонні поля відіграють важливу роль у фізиці і обговорюються в популярних книгах.
Термін «тахіон» був введений Джеральдом Фейнбергом у статті 1967 року, яка вивчала квантові поля з уявною масою. Фейнберг вважав, що такі поля мають змогу поширюватися швидше за світло, але незабаром зрозуміли, що це не так. Натомість уявна маса створює нестабільність: будь-яка конфігурація, в якій одне або більше збуджень поля є тахіонним, спонтанно розпадеться, і отримана конфігурація не містить фізичних тахіонів. Цей процес відомий як тахіонна конденсація. Відомим прикладом є конденсація бозона Хіггса в стандартній моделі фізики елементарних частинок.
У сучасній фізиці всі елементарні частинки розглядаються як локалізовані збудження полів. Тахіони є незвичайними, тому що нестабільність запобігає існуванню будь-яких таких локалізованих збуджень. Будь-яке локалізоване збурення, яким би малим воно не було, починає експоненціально зростаючий каскадний процес, який сильно впливає на фізику всюди всередині майбутнього світлового конуса збурення.

## Інтерпретація

### Огляд тахіонної конденсації
Хоча поняття тахіонної уявної маси може здатися проблематичним, оскільки не існує класичної інтерпретації уявної маси, маса не квантується. Квантується скалярне поле; навіть для тахіонних квантових полів оператори поля в простороподібних розділених точках все ще комутують (або антикомутують), таким чином зберігаючи причинність. Тому інформація все ще не поширюється швидше за світло, і рішення ростуть експоненціально, але не швидше за світло (порушення причинності відсутнє).
«Уявна маса» насправді означає, що система стає нестабільною. Поле нульового значення має локальний максимум своєї потенційної енергії (а не локальний мінімум), подібно до м'яча на вершині пагорба. Дуже малий імпульс (який завжди відбуватиметься через квантові флуктуації) призведе до скочування поля з експоненціально зростаючими амплітудами до локального мінімуму. Таким чином, конденсація тахіонів приводить фізичну систему, яка досягла локальної межі (і від якої з наївної точки зору можна було б очікувати здатність створювати фізичні тахіони) до альтернативного стабільного стану, в якому відсутні фізичні тахіони. Коли тахіонне поле досягає мінімуму потенціалу, його кванти більше не є тахіонами, а скоріше звичайними частинками з позитивним квадратом маси, такими як бозон Хіггса.

### Фізична інтерпретація тахіонного поля та поширення сигналу
Існує проста механічна аналогія, яка демонструє, що тахіонні поля не поширюються швидше за світло, роз'яснює, чому вони нестабільні, та допомагає пояснити значення уявної маси (квадрат маси є від'ємним).
Розглянемо довгий ряд маятників, усі спрямовані прямо вниз. Маса на кінці кожного маятника з'єднана з масами двох його сусідів пружинами. При ворушінні одного з маятників створяться дві брижі, які поширюватимуться в обох напрямках по ряду. У міру проходження брижі кожен маятник, у свою чергу, кілька разів коливатиметься навколо прямолінійного положення. Швидкість поширення цих брижів має просту залежність від натягу пружин і інерційної маси тягарів маятника. Формально ці параметри можна вибрати так, щоб швидкість поширення була швидкістю світла. У межах нескінченної щільності близько розташованих маятників ця модель стає тотожною релятивістській теорії поля, де брижі є аналогом частинок. Для того, щоб змістити маятники зі стану, коли вони спрямовані вниз, потрібна додатна енергія, яка вказує на те, що квадрат маси цих частинок додатний.
Тепер розглянемо початкову умову, коли в момент часу t=0 усі маятники спрямовані прямо вгору. Зрозуміло, що цей стан нестабільний, але принаймні в класичній фізиці можна уявити, що вони настільки ретельно збалансовані, що залишатимуться спрямованими прямо вгору нескінченно довго, поки їх не збурять. Ворушіння одного із перевернутих маятників матиме зовсім інший ефект, ніж раніше. Швидкість поширення ефекту ворушіння така ж, як і раніше, оскільки ні натяг пружини, ні інерційна маса не змінилися. Однак вплив на маятники, зачеплені збуренням, різко відрізняється. Ті маятники, які відчувають на собі вплив збурення, почнуть перекидатися та набиратимуть швидкість експоненціально. Дійсно, легко показати, що будь-яке локалізоване збурення викликає експоненціально зростаючу нестабільність, яка впливає на все в межах його майбутнього «конуса брижі» (області розміром, який дорівнює часу, помноженому на швидкість поширення брижі). У межах нескінченної щільності маятників ця модель є тахіонною теорією поля.

## Значення у фізиці
Явище спонтанного порушення симетрії, яке тісно пов'язане з тахіонною конденсацією, відіграє центральну роль у багатьох аспектах теоретичної фізики, включаючи теорію надпровідності Гінзбурга–Ландау та БКШ.
Інші приклади включають поле інфлятону в певних моделях космічної інфляції (таких як нова інфляція) і тахіон в теорії бозонних струн.

## Конденсація
У квантовій теорії поля тахіон — це квант поля (зазвичай скалярного поля), квадрат маси якого від'ємний і використовується для опису спонтанного порушення симетрії: існування такого поля означає нестабільність польового вакууму; поле має локальний максимум, а не локальний мінімум своєї потенційної енергії, подібно до м'яча на вершині пагорба. Навіть дуже малий імпульс (який завжди матиме місце через квантові флуктуації) змусить поле (м'яч) скочуватися вниз із експоненціально зростаючими амплітудами: це викличе тахіонну конденсацію. Коли тахіонне поле досягає мінімуму потенціалу, його кванти більше не є тахіонами, а мають позитивний квадрат маси. Прикладом є бозон Хіггса стандартної моделі фізики елементарних частинок.
Якщо вдаватися до технічних подробиць, квадрат маси є другою похідною від ефективного потенціалу. Для тахіонного поля друга похідна негативна, що означає, що ефективний потенціал знаходиться на локальному максимумі, а не на локальному мінімумі. Тому ця ситуація нестабільна і поле буде скочуватися за потенціалом.
Оскільки квадрат маси тахіона від'ємний, він формально має уявну масу. Це окремий випадок загального правила, коли нестабільні масивні частинки формально описуються як такі, що мають комплексну масу, де дійсна частина є їхньою масою в звичайному розумінні, а уявна частина є швидкістю розпаду в природних одиницях.
Однак у квантовій теорії поля частинка («одночастинковий стан») приблизно визначається як стан, який є постійним у часі; тобто власне значення гамільтоніана. Нестабільна частинка — це стан, який лише приблизно постійний у часі; якщо частинка існує достатньо довго, щоб її можна було виміряти, її можна формально описати як таку, що має комплексну масу, де дійсна частина маси більша за її уявну. Якщо обидві частини мають однакову величину, це інтерпретується як резонанс, що виникає в процесі розсіювання, а не як частинка, оскільки вважається, що вона не існує достатньо довго для вимірювання незалежно від процесу розсіювання. У випадку тахіона реальна частина маси дорівнює нулю, і, отже, йому не можна приписати жодне поняття частинки.
Навіть для тахіонних квантових полів оператори поля в просторовоподібних розділених точках все ще комутують (або антикомутують), таким чином зберігаючи принцип причинності. З тісно пов'язаних причин максимальна швидкість сигналів, що посилаються тахіонічним полем, строго обмежена зверху швидкістю світла. Тому інформація ніколи не рухається швидше за світло, незалежно від наявності чи відсутності тахіонних полів.
Прикладами тахіонних полів є всі випадки спонтанного порушення симетрії. У фізиці конденсованих середовищ яскравим прикладом є феромагнетизм; у фізиці елементарних частинок найвідомішим прикладом є механізм Хіггса в стандартній моделі.

## Тахіони в теорії струн
У теорії струн тахіони мають таку ж інтерпретацію, як і в квантовій теорії поля. Проте теорія струн може, принаймні в принципі, не тільки описати фізику тахіонних полів, але й передбачити, чи з'являться такі поля.
Тахіонні поля справді виникають у багатьох версіях теорії струн. Загалом, теорія струн стверджує, що те, що ми бачимо як «частинки» (електрони, фотони, гравітони тощо), насправді є різними коливальними станами однієї і тієї ж основної струни. Масу частинки можна визначити за коливаннями, які виявляє струна; грубо кажучи, маса залежить від «ноти», яку струна «грає». Тахіони часто з'являються в діапазоні допустимих станів струни в тому сенсі, що деякі стани мають від'ємний квадрат маси, а отже, уявну масу. Якщо тахіон виглядає як вібраційний режим відкритої струни, це сигналізує про нестабільність системи D-бран, до якої прикріплена струна. Потім система розпадеться до стану замкнутих струн і/або стабільних D-бран. Якщо тахіон є замкнутою коливальною модою струни, це вказує на нестабільність самого простору-часу. Загалом невідомо (або відомо теоретично), до якого стану ця система розпадеться. Однак, якщо тахіон замкнутої струни локалізований навколо просторово-часової сингулярності, кінцевий результат процесу розпаду часто матиме сингулярність вирішеною.